# Cassafroneta
Cassafroneta é um gênero de aranhas da família Linyphiidae descrito em 1979.